# Недоклан
Недокла́н (болг. Недоклан) — село в Разградській області Болгарії. Входить до складу общини Разград.

## Населення
За даними перепису населення 2011 року у селі проживали 216 осіб.
Національний склад населення села:
| Національність   | Кількість осіб | Відсоток |
| ---------------- | -------------- | -------- |
| турки            | 161            | 84,3%    |
| болгари          | 30             | 15,7%    |
| цигани           | 0              | 0%       |
| інша             | 0              | 0%       |
| не визначились   | 0              | 0%       |
| Всього відповіли | 191            |          |

Розподіл населення за віком у 2011 році:
Динаміка населення: